# 人人樂
人人樂（深交所除牌前：002336，简称：人乐退）是一家總部位於中國深圳市的連鎖超市店，成立於1996年4月，创办人为原深圳金属交易所总经理何金明，在深圳和廈門等城市設有分店。
截至2008年，人人樂在華南、西北、西南和華北地區的23個城市開設了分店。2008年，公司年收入超過60億元人民幣。 截至2016年3月，人人樂在深圳設有24家門店。
2019年，曲江系背景的曲江文投收购人人乐控股股东浩明投资20%股权，并获得其另外持有的上市公司22.86%股份的表决权，自此成为人人乐新的控股股东。2021年9月，人人乐推出新业态“人人乐会员折扣店”，但业绩并未因此改善。2023年8月，侯延奎任董事长，此后人人乐大幅出售资产和关店。截至2024年6月，人人乐拥有83家门店。2025年3月19日，侯延奎因身体健康原因辞去人人乐的所有职务。6月5日，人人乐公告称，将于7月4日从深交所摘牌。